# Emmauskapelle (Rieste)

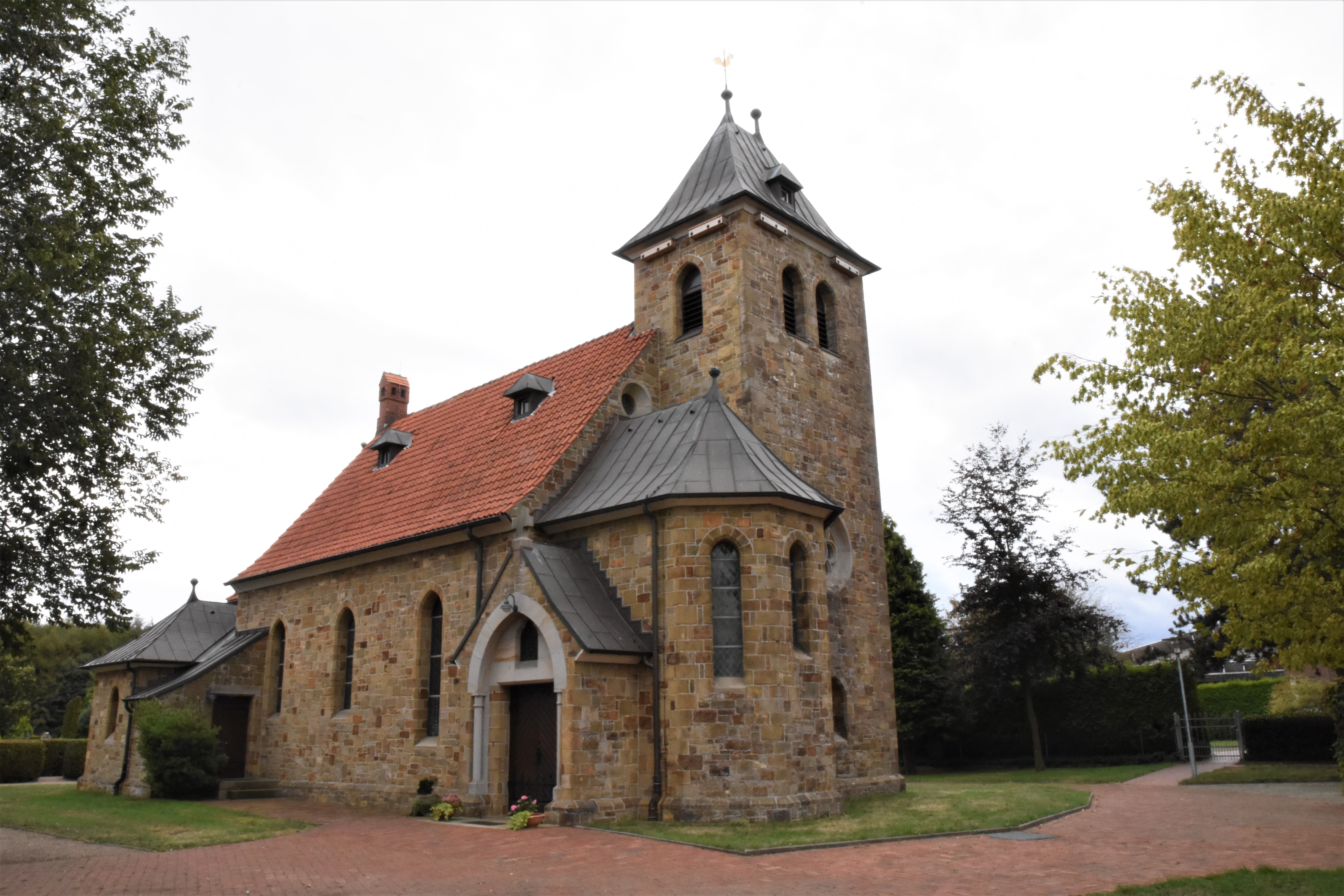
Emmauskapelle in Rieste

Die evangelisch-lutherische Emmauskapelle, teilweise auch als Emmaus-Kapelle bezeichnet, in Rieste ist eine von 1912 bis Anfang 1913 im Jugendstil errichtete Friedhofskapelle, die sich derzeit in Benutzung der Christuskirchen-Gemeinde Hesepe-Sögeln-Rieste, einer Mitgliedsgemeinde des Kirchenkreises Bramsche in der Evangelisch-lutherischen Landeskirche Hannovers, befindet. Die Kapelle ist nach dem  „Emmausfenster“ benannt, welches das gemeinsame Mahl zweier Jünger mit dem auferstandenen Jesus in Emmaus zeigt.

## Geschichte
1912 begannen die Planungen für eine Kapelle, die die evangelischen Christen in der Region Rieste „stärken“ sollte. Im Mai desselben Jahres wurde der Grundstein gelegt, nachdem die Bevölkerung erhebliche Geldspenden geleistet hatte. Anfang 1913 waren die Arbeiten an dem aus gelbem Ueffelner Bruchsandstein errichteten Gebäude abgeschlossen, am 6. April 1913 folgte die Weihe. Einhundert Jahre später, am 6. April 2013, feierte die Christuskirchen-Gemeinde Hesepe-Sögeln-Rieste das 100-jährige Bestehen der Kapelle.

## Ausstattung
An den Wänden der Kapelle sind 1995 bei der Restaurierung wiederentdeckte Jugendstilmalereien zu erkennen, die in den 1960er Jahren übermalt worden waren. Das „Emmausfenster“, nach dem die Kapelle im Jahr 1983 benannt wurde, befindet sich an der Rückseite des Chorraumes und oberhalb des Altars; die dargestellte Tischszene trägt den Satz: „Herr, bleibe bei uns, denn es will Abend werden“ (Lk 24,29 ).

## Lage
Die Friedhofskapelle befindet sich südlich des Ortsausganges von Rieste in Richtung Gut Varendorf an der Sögelner Straße.